# Копакабана Пелес
Копакабана Пелес (порт. Copacabana Palace) — найбільш відомий та престижний готель у місті Ріо-де-Жанейро, Бразилія. Головний фасад будівлі звернено на пляж Копакабана. Складається з 8-поверхової головної будівлі та 14-поверхової додаткової. Будівлю готелю спроєктував французький архітектор Жозеф Гір. Має 216 номерів (148 у головному та 78 в іншій будівлі), напіволімпійський басейн, ексклюзивний басейн для VIP гостей, розташований у пентхаусі, тенісний корт, фітнес-центр, 3-поверховий спа-центр, два бари, нічний клуб і два ресторани.
Відкрито 13 серпня 1923. З'являється як одне з місць дії у фільмі 1933 Політ в Ріо. Після того, як Бразиліа стала столицею країни в 1960, готель впав у період повільного занепаду, коли його обганяли сучасні на той час готелі, що будувалися в 1970-ті. Існував навіть план знесення будівлі готелю у 1985. Відремонтований через деякий час після 1989, коли його придбала компанія Orient-Express Hotels.
Багато відомих гостей зупинялося в Копакабані Пелес, серед них Мадонна, Майкл Джексон, Уолт Дісней, Rolling Stones, Елтон Джон, Мерилін Монро, Ріта Хейворт, Джина Лоллобріджіда, Бріжит Бардо, принцеса Діана і Лучано Паваротті.
У 2008 визнаний частиною культурної спадщини міста Ріо-де-Жанейро. Він уже визнавався таким федеральним урядом (14 серпня 1986), муніципальним (7 квітня 2003) і нарешті 30 жовтня 2008 дістав визнання від усіх трьох рівнів влади.